# Los juguetes que cambiaron el mundo
Los juguetes que cambiaron el mundo, The Toys That Built America, es una serie docudrama de no ficción estadounidense que se estrenó en History Channel el 28 de noviembre de 2021. Cada episodio describe el desarrollo de un juguete, un invento o una empresa popular en los Estados Unidos, centrándose generalmente en su ascenso y sus rivales o dificultades. Los eventos históricos en las líneas de tiempo relevantes se recrean para lograr un efecto dramático y se intercalan con comentarios de historiadores de juguetes, expertos en negocios y entusiastas de los juguetes.
Es la novena entrega de la franquicia That Built.